# 24-Stunden-Rennen von Le Mans 1932

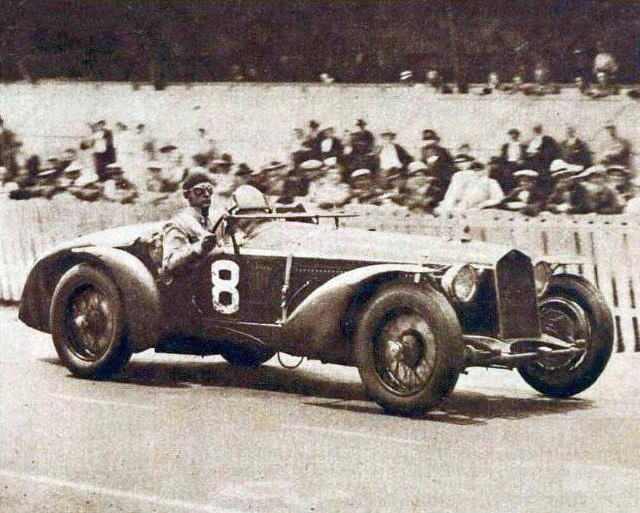
Alfa Romeo 8C 2300; Luigi Chinetti am Steuer des Siegerwagen

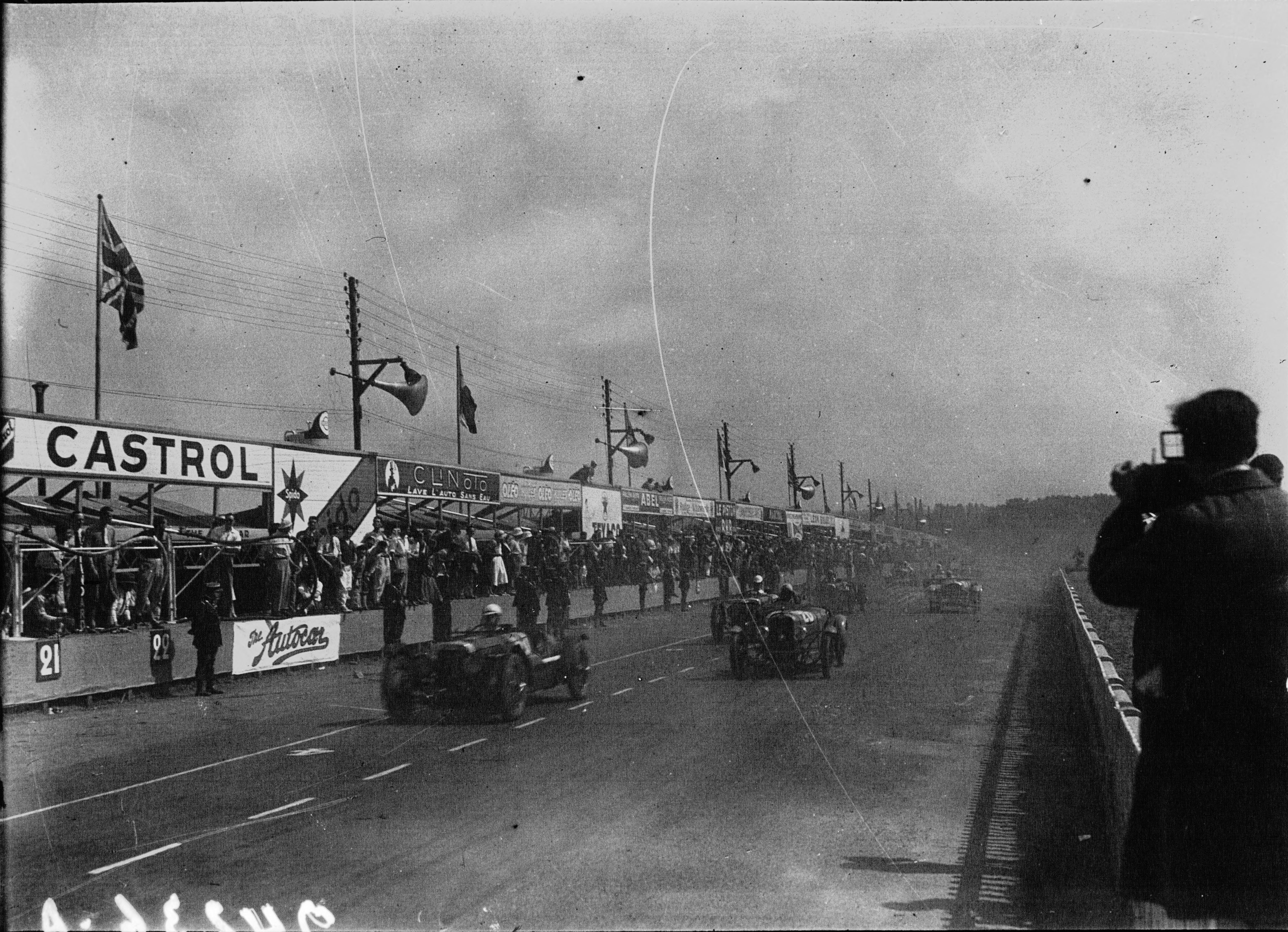
Rennstart

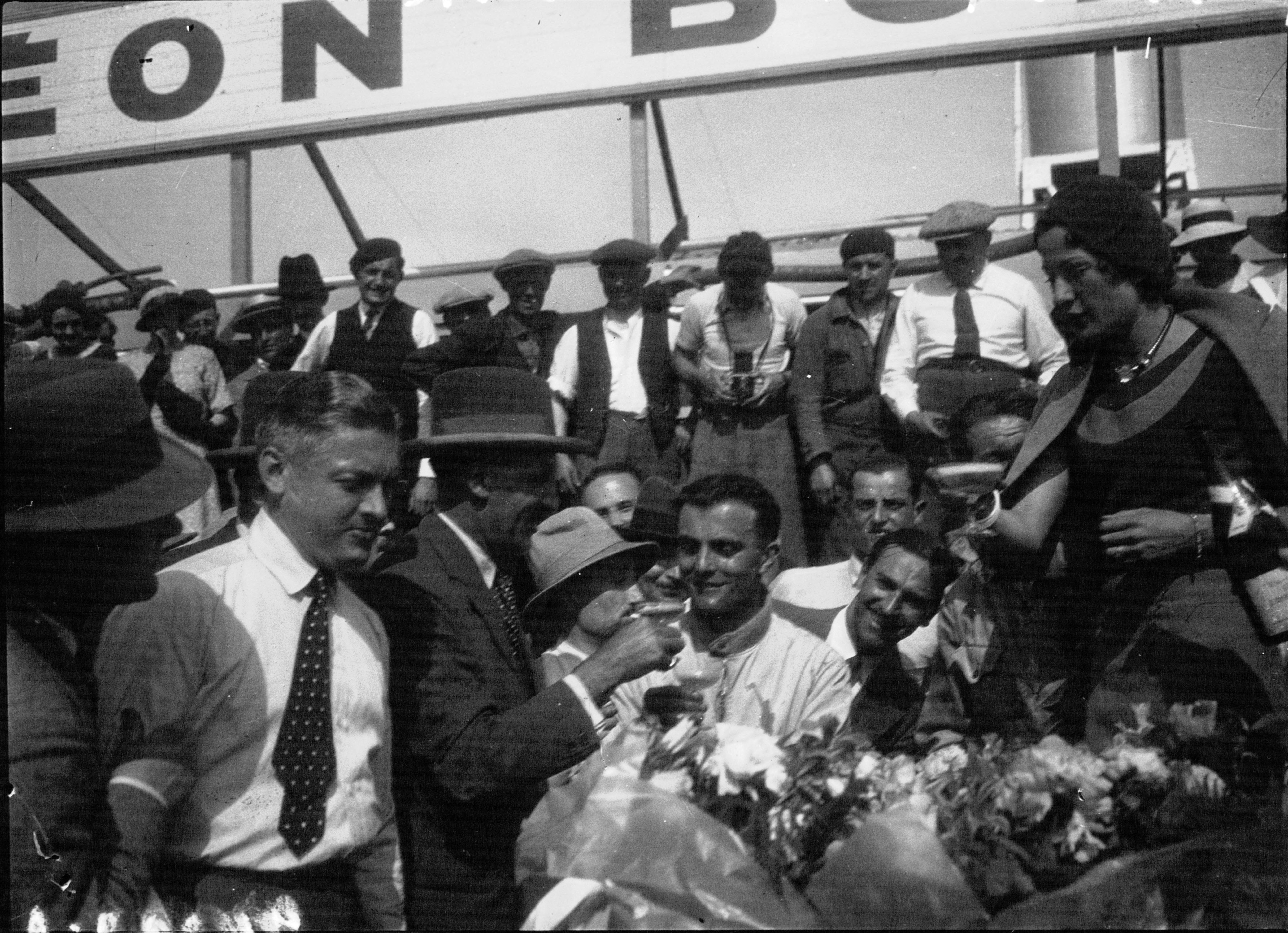
Die Gesamtsieger Raymond Sommer (mit Krawatte) und Luigi Chinetti (Mitte)

Das zehnte 24-Stunden-Rennen von Le Mans, der 10e Grand Prix d’Endurance les 24 Heures du Mans, auch 24 Heures du Mans, Circuit de la Sarthe, Le Mans, fand vom 18. bis 19. Juni 1932 auf dem Circuit des 24 Heures bei Le Mans statt.

## Rennen
Vor dem Rennen des Jahres 1932 erfuhr die Streckenführung eine grundsätzliche Änderung, sodass das nunmehrige Layout dem heute noch bestehenden Verlauf folgte. Die alte Pontlieue-Sektion wurde komplett umfahren, und speziell nach den Wünschen des Automobile Club de l’Ouest wurden neue Passagen gebaut. Die „Esses“ und die „Tertre Rouge“ wurden über die Jahre zu den beliebtesten Streckenteilen bei den Zuschauern und tausende Bilder zieren internationale Publikationen über das 24-Stunden-Rennen, die die Fahrzeuge entweder bei der Ein- oder der Ausfahrt aus den Esses zeigen. Bis 1967 blieb die Strecke völlig unverändert. Dann folgten Adaptierungen, die im Laufe der Jahre notwendig wurden, um für mehr Sicherheit bei Fahrern und Zuschauern zu sorgen.
Von den 26 Teilnehmern traten sieben Teams mit Fahrzeugen der Marke Alfa Romeo an. Darunter die Vorjahressieger Earl Howe und Tim Birkin auf einem Alfa Romeo 8C 2300LM und zwei Werkswagen. Birkin hatte seinen alten Bentley Blower an den Franzosen Jean Trévoux abgegeben, der mit dem Wagen aber schon in der ersten Runde in der Maison Blanche einen Unfall hatte. Da sich der Wagen nicht bergen ließ, bildete er eine Art Schikane, die in der Nacht einigen Fahrern zum Verhängnis wurde. Ferdinando Minoia verlor in der Nacht die Führung, als er in das Wrack fuhr und aufgeben musste. Auch der einzige Citroën der in Le Mans am Start war, kam nicht sehr weit: Nach nur zwei Runden streikte der Magnetzünder, und der Wagen musste abgestellt werden.
Nach dem Ausfall von Tim Birkin durch Zylinderschaden war der Weg frei für den privaten Alfa Romeo, der von Raymond Sommer und Luigi Chinetti gefahren wurde. Der letzte Ausfall war ein Bugatti Type 55, der vom polnischen Adeligen Stanisław Czaykowski und vom französischen Rennveteranen Ernest Friederich pilotiert wurde. Für Luigi Chinetti war es beim ersten Antreten gleich der erste Sieg.
Odette Siko erreichte auf ihrem Alfa Romeo den vierten Rang in der Gesamtwertung und verpasste das Podium nur um eine Runde. Es ist die beste Platzierung, die jemals eine Frau in Le Mans erreichen konnte.

## Ergebnisse

### Piloten nach Nationen
| 28 Franzosen | 13 Briten | 8 Italiener |
| 1 Monegasse  | 1 Pole    | 1 Schwede   |

### Schlussklassement
| Pos.        | Klasse | Nr. | Team                       | Fahrer                                    | Chassis                    | Motor                           | Reifen | Runden |
| ----------- | ------ | --- | -------------------------- | ----------------------------------------- | -------------------------- | ------------------------------- | ------ | ------ |
| 1           | 3.0    | 8   | Raymond Sommer             | Raymond Sommer Luigi Chinetti             | Alfa Romeo 8C 2300 LM      | Alfa Romeo 2.3L Supercharged I8 | E      | 218    |
| 2           | 3.0    | 11  | Soc. Anon. Alfa Romeo      | Franco Cortese Giovanni Battista Guidotti | Alfa Romeo 8C 2300 LM      | Alfa Romeo 2.3L Supercharged I8 | P      | 216    |
| 3           | 3.0    | 6   | Arthur Fox                 | Brian E. Lewis Tim Rose-Richards          | Talbot AV105               | Talbot 3.0L I6                  | D      | 180    |
| 4           | 2.0    | 18  | Odette Siko                | Odette Siko Louis Charavel                | Alfa Romeo 6C 1750 SS      | Alfa Romeo 1.7L I6              | D      | 179    |
| 5           | 1.5    | 20  | Aston Martin Ltd.          | Sammy Newsome Henken Widengren            | Aston Martin 1½ Le Mans    | Aston Martin 1.5L I4            | D      | 174    |
| 6           | 1.5    | 23  | Jean Sébilleau             | Jean Sébilleau Georges Delaroche          | Bugatti Type 40            | Bugatti 1.5L I4                 | M      | 172    |
| 7           | 1.5    | 21  | Aston Martin Ltd.          | Augustus Bertelli Pat Driscoll            | Aston Martin 1½ Le Mans    | Martin 1.5L I4                  | D      | 168    |
| 8           | 1.1    | 29  | Ecurie de l’Ours           | Clément-Auguste Martin Auguste Bodoignet  | Amilcar CO Spéciale Martin | Amilcar 1.1L I6                 | E      | 151    |
| 9           | 1.1    | 26  | Roger Labric               | Roger Labric Yves Giraud-Cabantous        | Caban Spéciale             | Ruby 1.1L I4                    | D      | 146    |
| Ausgefallen |        |     |                            |                                           |                            |                                 |        |        |
| 10          | 3.0    | 16  | Count Stanisław Czaykowski | Stanisław Czaykowski Ernest Friederich    | Bugatti Type 55            | Bugatti 2.6L I8                 | D      | 180    |
| 11          | 1.1    | 22  | Just-Émile Vernet          | Just-Émile Vernet Fernand Vallon          | Salmson GS Spéciale        | Salmson 1.1L I4                 | D      | 111    |
| 12          | 3.0    | 9   | Earl Howe                  | Earl Howe Tim Birkin                      | Alfa Romeo 8C 2300 LM      | Alfa Romeo 2.3L Supercharged I8 | D      | 110    |
| 13          | 1.5    | 24  | Charles Druck              | Charles Druck Lucien Virlouvet            | Bugatti Type 40            | Bugatti 1.5L I4                 | D      | 98     |
| 14          | 750    | 32  | Sir Francis Samuelson      | Francis Samuelson Norman Black            | MG C-Type Midget           | MG 0.7L I4                      | D      | 57     |
| 15          | 1.5    | 22  | Aston Martin Ltd.          | Kenneth Peacock Jack Bezzant              | Aston Martin 1½ Le Mans    | Aston Martin 1.5L I4            | D      | 53     |
| 16          | 3.0    | 12  | Pierre Louis-Dreyfus       | Pierre Louis-Dreyfus Antoine Schumann     | Alfa Romeo 8C 2300 LM      | Alfa Romeo 2.3L Supercharged I8 | D      | 25     |
| 17          | 3.0    | 15  | Guy Bouriat                | Guy Bouriat Louis Chiron                  | Bugatti Type 55            | Bugatti 2.6L I8                 | D      | 23     |
| 18          | 3.0    | 10  | Soc. Anon. Alfa Romeo      | Ferdinando Minoia Carlo Canavesi          | Alfa Romeo 8C 2300 LM      | Alfa Romeo 2.3L Supercharged I8 | P      | 22     |
| 19          | 8.0    | 1   | Henri Stoffel              | Marcel Foucret Paul Foucret               | Mercedes-Benz SSK          | Mercedes-Benz 7.1L I6           | D      | 22     |
| 20          | 8.0    | 3   | Édouard Brisson            | Édouard Brisson Joseph Cattaneo           | Stutz Model M Blackhawk    | Stutz 5.4L I8                   | D      | 19     |
| 21          | 3.0    | 14  | Prince Djordjadze          | Attilio Marinoni Angelo Guatta            | Alfa Romeo 8C 2300 MM      | Alfa Romeo 2.3L Supercharged I8 | D      | 14     |
| 22          | 1.1    | 27  | Roger Labric               | Gustave Duverne Georges Boréal            | BNC Type 527 Sport         | Ruby 1.1L I4                    | D      | 9      |
| 23          | 1.1    | 30  | John Ludovic Ford          | John Ludovic Ford Maurice Baumer          | Alta Sports                | Alta 1.1L I4                    | D      | 6      |
| 24          | 1.5    | 25  | Jean Danne                 | Jean Danne Jacques Gergaud                | Rally NCP                  | Salmson 1.4L I4                 | E      | 6      |
| 25          | 2.0    | 19  | Henri de la Sayette        | Henri de la Sayette Charles Wolf          | Citroën Type C4 Spéciale   | Citroën 1.5L I4                 | D      | 2      |
| 26          | 5.0    | 5   | Jean Trévoux               | Jean Trévoux Emile Mary                   | Bentley Blower C           | Bentley 4.4L Supercharged I4    | D      | 1      |

### Nur in der Meldeliste
Hier finden sich Teams, Fahrer und Fahrzeuge die ursprünglich für das Rennen gemeldet waren, aber aus den unterschiedlichsten Gründen daran nicht teilnahmen.
| Pos. | Klasse | Nr. | Team               | Fahrer                               | Chassis               | Motor                           | Reifen |
| ---- | ------ | --- | ------------------ | ------------------------------------ | --------------------- | ------------------------------- | ------ |
| 27   | 5.0    | 4   | Raymond Sommer     |                                      | Chrysler CD Eight     | Chrysler 4.9L I8                | D      |
| 28   | 3.0    | 7   | Arthur Fox         |                                      | Talbot AV 105         | Talbot 3.0L I6                  | D      |
| 29   | 750    | 33  | André de Choquese  |                                      | GAR 750               | GAR 0.7L I4                     | M      |
| 31   |        |     | Roger Labric       |                                      |                       |                                 |        |
| 32   | 750    | 31  | Hon. Joan Chetwynd | Joan Chetwynd                        | MG Midget C-type      | MG 0.7L I4                      | D      |
| 33   | 8.0    |     | Prince Djordjadze  |                                      | Mercedes-Benz SSK     | Mercedes-Benz 7.1L I6           | D      |
| 34   | 8.0    | 2   | Valerij Tatarinoff |                                      | Mercedes-Benz SSK     | Mercedes-Benz 7.1L I6           | D      |
| 35   |        |     | Philippe Lebas     |                                      | Ford Modell B         | Ford 3.3L I4                    | M      |
| 36   | 3.0    |     | Prince Djordjadze  | Dimitri Djordjadze Goffredo Zehender | Alfa Romeo 8C 2300 LM | Alfa Romeo 2.3L Supercharged I8 | D      |

### Biennale-Cup
| Pos. | Nr. | Fahrer                             | Chassis                 | Koeffizient | Platzierung im Gesamtklassement |
| ---- | --- | ---------------------------------- | ----------------------- | ----------- | ------------------------------- |
| 1    | 21  | Augustus Bertelli Pat Driscoll     | Aston Martin 1½ Le Mans | 1.137       | Rang 7                          |
| 2    | 26  | Roger Labric Yves Giraud-Cabantous | Caban Spéciale          | 1.109       | Rang 9                          |
| 3    | 6   | Brian E. Lewis Tim Rose-Richards   | Talbot AV105            | 1.010       | Rang 3                          |

### Index of Performance
| Pos. | Nr. | Fahrer                                    | Chassis                    | Koeffizient | Platzierung im Gesamtklassement |
| ---- | --- | ----------------------------------------- | -------------------------- | ----------- | ------------------------------- |
| 1    | 8   | Raymond Sommer Giovanni Battista Guidotti | Alfa Romeo 8C 2300 LM      | 1.210       | Gesamtsieg                      |
| 2    | 11  | Franco Cortese Giovanni Battista Guidotti | Alfa Romeo 8C 2300 LM      | 1.201       | Rang 2                          |
| 3    | 20  | Sammy Newsome Henken Widengren            | Aston Martin 1½ Le Mans    | 1.177       | Rang 5                          |
| 4    | 23  | Jean Sébilleau Georges Delaroche          | Bugatti Type 40            | 1.164       | Rang 6                          |
| 5    | 29  | Clément Martin Auguste Bodoignet          | Amilcar CO Spéciale Martin | 1.146       | Rang 8                          |
| 6    | 21  | Augustus Bertelli Pat Driscoll            | Aston Martin 1½ Le Mans    | 1.137       | Rang 7                          |
| 7    | 26  | Roger Labric Yves Giraud-Cabantous        | Caban Spéciale             | 1.109       | Rang 9                          |
| 8    | 18  | Odette Siko Louis Charaval                | Alfa Romeo 6C 1750         | 1.079       | Rang 4                          |
| 9    | 6   | Brian E. Lewis Tim Rose-Richards          | Talbot AV105               | 1.010       | Rang 3                          |

### Klassensieger
| Klasse               | Fahrer                 | Fahrer             | Fahrzeug                      | Platzierung im Gesamtklassement |
| -------------------- | ---------------------- | ------------------ | ----------------------------- | ------------------------------- |
| 8. Biennale Cup      | A. C. Bertelli         | Pat Driscoll       | Aston Martin 1½ Le Mans       | Rang 7                          |
| Index of Performance | Raymond Sommer         | Luigi Chinetti     | Alfa Romeo 8C 2300 LM         | Gesamtsieg                      |
| 2001–3000 cm³        | Raymond Sommer         | Luigi Chinetti     | Alfa Romeo 8C 2300 LM         | Gesamtsieg                      |
| 1501–2000 cm³        | Odette Siko            | Louis Charavel     | Alfa Romeo 6C 1750 SS         | Rang 4                          |
| 1101–1500 cm³        | Sammy Newsome          | Heneken Windengren | Aston Martin 1½ International | Rang 5                          |
| 751–1000 cm³         | Charles-Auguste Martin | Auguste Bodoignet  | Amilcar CO Spéciale Martin    | Rang 8                          |

### Renndaten
- Gemeldet: 36
- Gestartet: 26
- Gewertet: 9
- Rennklassen: 6
- Zuschauer: unbekannt
- Ehrenstarter des Rennens: Gaston Gourdeau, Staatssekretär für Tourismus
- Wetter am Rennwochenende: heiß und sonnig
- Streckenlänge: 13,493 km
- Fahrzeit des Siegerteams: 24:00:00,000 Stunden
- Gesamtrunden des Siegerteams: 219
- Gesamtdistanz des Siegerteams: 2954,038 km
- Siegerschnitt: 123,084 km/h
- Pole Position: unbekannt
- Schnellste Rennrunde: Ferdinando Minoia – Alfa Romeo 8C 2300 (#10) – 5:41,000 = 142,437 km/h
- Rennserie: zählte zu keiner Rennserie